# NGC 2365
NGC 2365 ist eine Balken-Spiralgalaxie vom Hubble-Typ SBa im Sternbild Zwillinge auf der Ekliptik. Sie ist schätzungsweise 99 Millionen Lichtjahre von der Milchstraße entfernt und hat einen Durchmesser von etwa 80.000 Lichtjahren.
Im selben Himmelsareal befinden sich u. a. die Galaxien IC 2186 und IC 2187
Das Objekt wurde am 10. November 1864 von Albert Marth entdeckt.